# Over the Top (álbum)
Over the Top es el primer álbum de estudio de la banda masculina surcoreana INFINITE. Fue lanzado el 21 de julio de 2011. La canción «Be Mine» fue usada como sencillo promocional. La versión reeditada se lanzó el 26 de septiembre de 2011, junto a la canción principal «Paradise».

## Composición
Muchas de las canciones del álbum, incluidas las dos promocionales «Be Mine» y «Paradise», fueron producidas por Han Jaeho y Kim Seungsoo, y escritas por Song Sooyoon, quien es conocido en la industria musical surcoreana por haber trabajado con los grupos más populares.[cita requerida]

## Promoción

### Be Mine
El grupo empezó las promociones para el sencillo «Be Mine» el 13 de julio de 2011, al presentarse en el programa musical Show! Music Core, continuó apareciendo en diversos programas de música como: M! Countdown, Music Bank, e Inkigayo. Las pistas «1/3» y «Amazing» fueron interpretadas durante la primera ronda de presentaciones. Infinite ganó el primer premio, en un programa musical, de su carrera con «Be Mine» el 1 de septiembre de 2011 en M! Countdown. El grupo presentó una versión remix de su canción desde el 2 hasta el 11 de septiembre. Las promociones para «Be Mine» finalizaron el 18 de septiembre.[cita requerida]

### Paradise
Las promociones para el segundo sencillo principal (que está incluido en la versión reeditada), «Paradise», empezaron el 29 de septiembre en M! Countdown. El grupo volvió a ganar premios con esta canción en diversos programas musicales. Las promociones para «Paradise» finalizaron el 5 de noviembre.[cita requerida]

## Lista de canciones
Versión A
| N.º | Título                               | Letras                   | Música                   | Arreglos                                | Duración |
| --- | ------------------------------------ | ------------------------ | ------------------------ | --------------------------------------- | -------- |
| 1.  | «Over the Top» (Intro)               |                          | J.Yoon                   | J.Yoon                                  | 0:51     |
| 2.  | «Be Mine» (내꺼하자)                 | Song Sooyoon             | Han Jaeho, Kim Seungsoo  | Han Jaeho, Kim Seungsoo, Hong Seunghyun | 3:25     |
| 3.  | «1/3» (3 분의 1)                     | Song Sooyoon             | Han Jaeho, Kim Seungsoo  | Han Jaeho, Kim Seungsoo, Hong Seunghyun | 3:22     |
| 4.  | «Tic Toc»                            | Kim Ina                  | J.Yoon                   | J.Yoon                                  | 3:32     |
| 5.  | «Julia»                              | Song Sooyoon             | Han Jaeho, Kim Seungsoo  | Han Jaeho, Kim Seungsoo, Hong Seunghyun | 3:29     |
| 6.  | «Because» (Solo de SungGyu)          | JH                       | JH                       |                                         | 3:52     |
| 7.  | «Time» (시간아) (Solo de WooHyun)    | J.Yoon                   | J.Yoon                   | J.Yoon                                  | 4:29     |
| 8.  | «Amazing»                            | Song Sooyoon             | Lee Joohyung             | Lee Joohyung                            | 3:26     |
| 9.  | «Crying» (DongWoo/Hoya ft Baby Soul) | Pe2ny, J-sus, Musikacase | Pe2ny, J-sus, Musikacase | Pe2ny, J-sus, Musikacase                | 4:04     |
| 10. | «Real Story»                         | Song Sooyoon             | Go Namsoo, Han Boram     | Go Namsoo, Han Boram                    | 3:48     |

Versión reeditada
Incluye todas las canciones de la versión original más tres pistas nuevas
| N.º | Título                     | Letras       | Música                       | Duración |
| --- | -------------------------- | ------------ | ---------------------------- | -------- |
| 3.  | «Paradise»                 | Song Sooyoon | Yue, Han Jaeho, Kim Seungsoo | 3:35     |
| 4.  | «Cover Girl»               | Song Sooyoon | Han Jaeho, Kim Seungsoo      | 3:16     |
| 13. | «Be Mine Remix» (내꺼하자) | Song Sooyoon | Han Jaeho, Kim Seungsoo      | 3:22     |

## Desempeño en listas
| Lista                    | Posición |
| ------------------------ | -------- |
| Gaon Weekly album chart  | 2        |
| Gaon Monthly album chart | 2        |
| Gaon Yearly album chart  | 23       |

| Lista                    | Posición |
| ------------------------ | -------- |
| Gaon Weekly album chart  | 1        |
| Gaon Monthly album chart | 4        |
| Gaon Yearly album chart  | 25       |

## Ventas y certificaciones
Ventas físicas
| Álbum                  | Lista                     | Periodo                | Monto  |
| ---------------------- | ------------------------- | ---------------------- | ------ |
| Over the Top           | Gaon Physical Album Chart | 2011                   | 57 111 |
| Total (Hasta la fecha) | Total (Hasta la fecha)    | Total (Hasta la fecha) | 57 111 |

| Álbum                  | Lista                     | Periodo                | Monto   |
| ---------------------- | ------------------------- | ---------------------- | ------- |
| Paradise               | Gaon Physical Album Chart | 2011                   | 56 984  |
| Paradise               | Gaon Physical Album Chart | 2012                   | 40 744  |
| Paradise               | Gaon Physical Album Chart | 2013                   | 20 843  |
| Paradise               | Gaon Physical Album Chart | 2014                   | 4 354   |
| Total (Hasta la fecha) | Total (Hasta la fecha)    | Total (Hasta la fecha) | 122 925 |

## Historia de lanzamiento
| Región        | Fecha               | Formato              | Discográfica          |
| ------------- | ------------------- | -------------------- | --------------------- |
| Corea del sur | 21 de julio de 2011 | CD, Descarga digital | Woollim Entertainment |
| Mundialmente  | 21 de julio de 2011 | Descarga digital     | Woollim Entertainment |